# Je baise votre main, Madame
Pour plus de détails, voir Fiche technique et Distribution.
Je baise votre main, Madame (titre original:Ich küsse Ihre Hand, Madame) est un film allemand réalisé par Robert Land, sorti en 1929.

## Synopsis
Le comte Lerski, ancien officier de la garde du Tsar, vit en exil à Paris depuis la Révolution d'Octobre. Là-bas, comme beaucoup d'autres russe blanc de l'époque, il doit gagner sa vie par lui-même. Il travaille comme serveur dans un restaurant, où un certain Percy Talandier fait partie de ses habitués.
Un soir, à la suite d'une confusion, le comte Lerski fait par hasard la connaissance de Laurence Gerard, une dame distinguée de la bonne société qui vient de divorcer de son mari Adolphe et qui fait également des avances à Percy . Le comte Lerski et Laurence Gerard tombent amoureux au premier regard et sortent ensemble. L'ex-mari de Laurence ainsi que Percy les observent avec méfiance. N'y tenant plus, Talandier révèle que le comte Lerski est un serveur.
Persuadé d'être tombé sur un imposteur, Laurence rompt la relation avec indignation et lors d'une visite au restaurant, tente d'humilier Lerski en public puis obtient son licenciement. Cela ne parvient ni à briser sa fierté, ni sa dignité et lorsqu'elle apprends qu'il est bel et bien un ancien comte russe, Laurence tente de reconquérir ses faveurs. Mais la fierté blessée de Lerski lui interdit de lui pardonner. 
Finalement, tout se termine bien.

## Fiche technique
- Titre : Je baise votre main, Madame
- Titre original : Ich küsse Ihre Hand, Madame
- Réalisation : Robert Land
- Production : Julius Haimann et Robert Land
- Société de production : Super-Film GmbH
- Distribution : Deutsche Lichtspiel-Syndikat (DLS)
- Scénario : Rolf E. Vanloo
- Musique : Pasquale Perris
- Photographie : Carl Drews et Gotthardt Wolf (en)
- Direction artistique : Robert Neppach
- Pays d'origine : Allemagne  République de Weimar
- Genre : Drame
- Format : Noir et blanc - film muet
- Durée : 66 minutes
- Date de sortie : 
  - Allemagne  République de Weimar 17 janvier 1929 Berlin
  -  États-Unis 27 août 1932 New York

## Distribution
- Harry Liedtke : Jacques / Comte Lerski
- Marlene Dietrich : Laurence Gerard / Lucille
- Pierre de Guingand : Adolphe Gerard
- Charles Puffy : Percy Talandier
- Richard Tauber : Jacques' dubbed Singing Voice (voix)

## Autour du film
L'assistant-opérateur Fred Zinnemann devait devenir plus tard un célèbre réalisateur à Hollywood (Le train sifflera trois fois, Tant qu'il y aura des hommes, ...)